# Tylenchus elegans
Tylenchus elegans är en rundmaskart. Tylenchus elegans ingår i släktet Tylenchus, och familjen Tylenchidae. Arten är reproducerande i Sverige.